# Impilahti
Impilahti (carélien : Imbilahti, russe : Импилахти, finnois : Impilahti, suédois : Impilax) est un village de Carélie situé au bord du lac Ladoga au nord de la Russie.

## Géographie
La superficie de la municipalité d'Impilahti est de 427,2 km2 et sans compter les eaux du lac Ladoga elle est de 194 km2.
Impilahti est bordé au nord-ouest par Läskelä et au nord-est par Loimola, à l'est par Pitkäranta et au sud par Sortavala. 
La forêt recouvre la majeure partie de la municipalité.
Impilahti appartient administrativement à la République de Carélie et au raïon de Pitkäranta. 
C'est le chef-lieu administratif de la municipalité rurale du même nom.
La municipalité est traversée par les rivières Syskyänjoki, Mustaoja, Pokamonjoki et Hiihnijoki. 
À côté du Ladoga, ses plus grands lacs sont le Ruokojärvi, le Satisenjärvi et l'Hippolanjärvi.
Parmi les minerais citons granite, gneiss, amphibolite, schiste.
Un parc national de l'archipel du Ladoga est en projet.

## Population

### Démographie
La population du village était de 667 habitants au recensement de 2007 et celle de la municipalité entière d'environ 2 000 habitants.
Depuis 1959, l'évolution démographique du village est la suivante:
| Année      | 1959  | 1970 | 1979 | 1989 | 2009 | 2010 | 2013 |
| ---------- | ----- | ---- | ---- | ---- | ---- | ---- | ---- |
| population | 1 962 | 755  | 866  | 948  | 657  | 703  | 664  |

### Groupes ethniques
Au recensement de 2010, les principaux groupes ethniques sont les suivants:
- Russes, 74 %
- Biélorusses, 9 %
- Caréliens, 7 %
- Ukrainiens, 3 %
- Finlandais, 2 %

## Transports
Impilahti est à 27 km au nord ouest de Pitkäranta.
Impilahti est reliée à Aunus par la route 86K-8 et à  Sortavala par la A121. 
Des lignes de bus la relient à ces villes.
Sa gare ferroviaire est entre Leppäsilta et Välimäki sur la ligne Saint-Pétersbourg-Petrozavodsk.

## Éducation
Impilahti accueille une faculté de géologie de l'Université d'État de Saint-Pétersbourg  et une unité de recherche de l' institut de limnologie de l'académie des sciences de Russie.

## Histoire

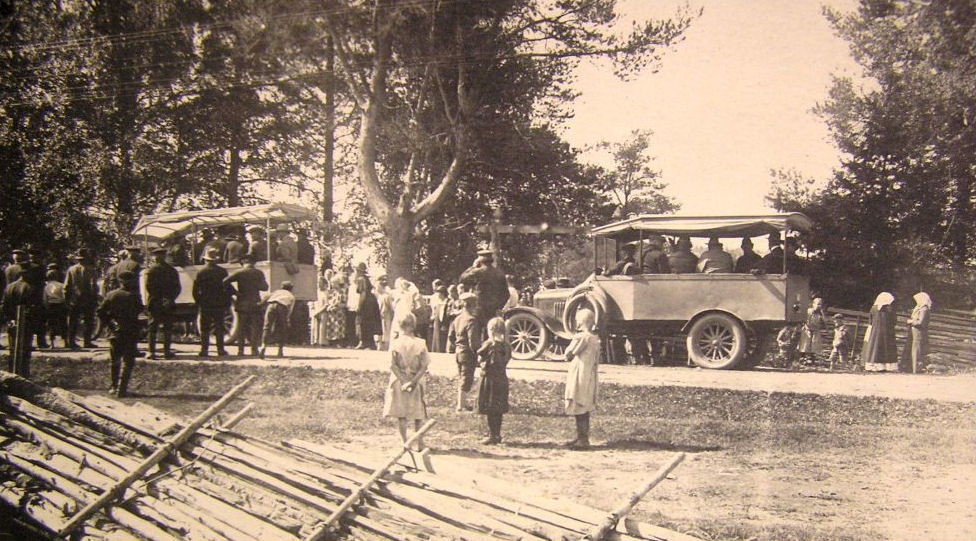
Impilahti en 1925.

Un hameau de trois fermes (nommé alors Imbilaxa), lui-même entouré de quatre autres hameaux se trouvant sur le territoire actuel du village, est cité en 1500 à cet endroit du bord du lac Ladoga. Ils sont la propriété du gouverneur de la forteresse de Korela (aujourd'hui Priozersk) appartenant à la république de Novgorod, sauf le dernier qui appartient au monastère de Valaam. Cependant Impilax lui-même ne possède le statut de village qu'en 1638, du temps de la couronne de Suède qui s'empare des lieux en 1617, après la chute de la forteresse russe de Korela. Moins d'un siècle plus tard, la Suède perd la région au profit de l'Empire russe par le traité de Nystad en 1721. Il dépend du gouvernement de Vyborg lorsque cette nouvelle entité administrative de l'Empire est formée en 1744. Le gouvernement de Vyborg est rattaché au grand-duché de Finlande en 1811.
Une école est ouverte au village en 1870 et une scierie en 1873.
Son nom officiel sous l'Empire russe et le grand-duché de Finlande jusqu'en 1917 demeure Impilax, puis il a été nommé officiellement Impilahti en finnois, lorsque le canton est intégré à la république indépendante de Finlande en décembre 1917. 
En 1939, Impilahti avait une étendue de 904,3 km² et comptait 12 891 habitants. Le canton est cédé à l'Union soviétique en 1940 après la Guerre d'Hiver, et intégré à la République socialiste soviétique carélo-finnoise. Il est repris par l'Armée finlandaise alliée de l'Allemagne entre juillet 1941 et septembre 1944, date à laquelle il retourne à l'URSS. 
Il est intégré au raïon de Sortavala en 1957, puis retourne au raïon de Pitkäranta en 1966.
Il retrouve son statut de commune villageoise en 1991.

## Personnalités
- Aleksanteri Ahola-Valo
- Pentti Saarikoski
- Taina Elg